# Colcha "K"
Colcha "K" est une localité du département de Potosí en Bolivie, et le chef-lieu de la province de Nor Lípez. Sa population s'élevait à 853 habitants en 2001.